# Bonomiella columbae
Bonomiella columbae är en insektsart som beskrevs av Emerson 1957. Bonomiella columbae ingår i släktet Bonomiella och familjen spolätare. Inga underarter finns listade i Catalogue of Life.